# Taman Mini Indonesia Indah

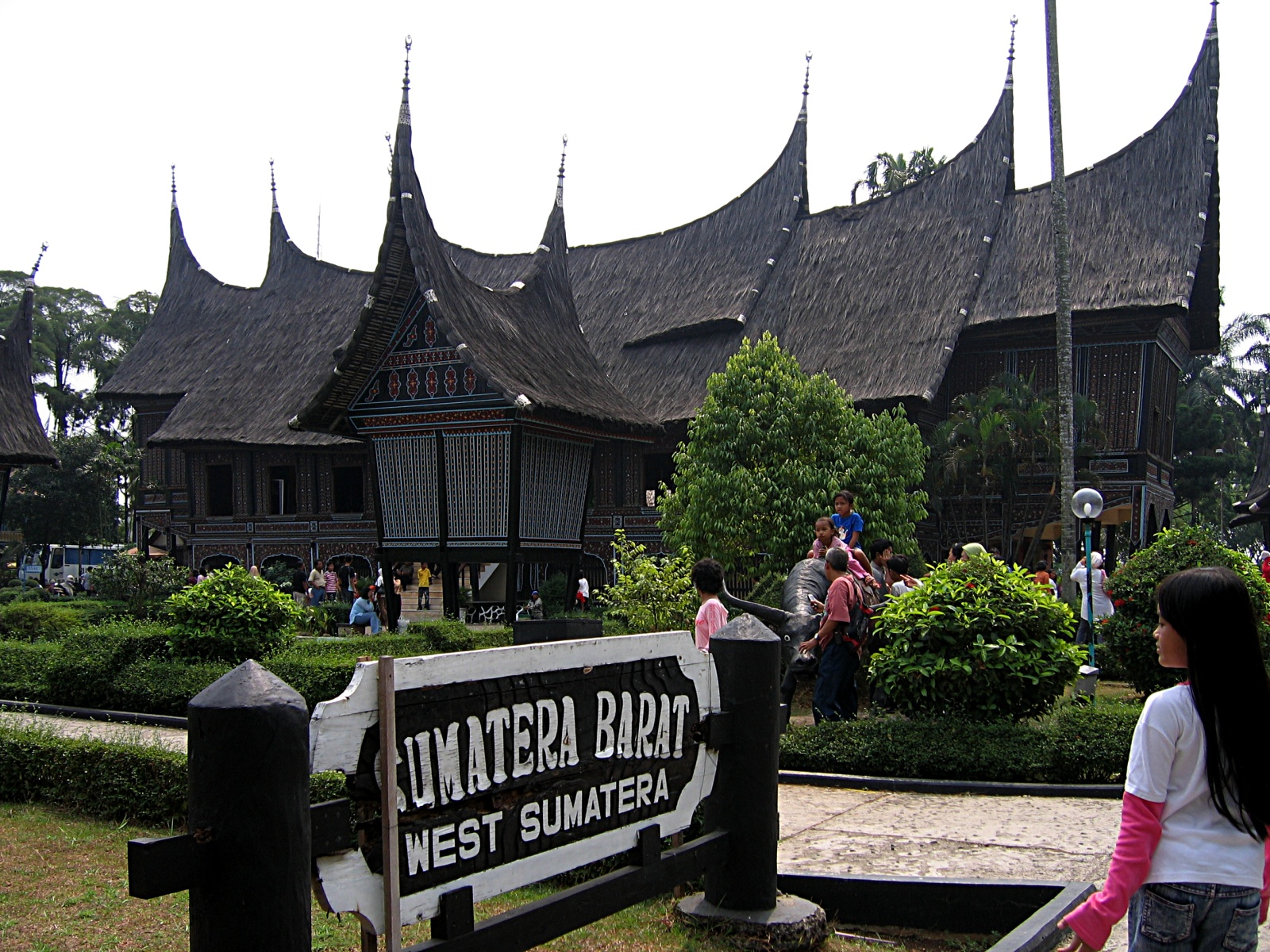
Minangkabau huis van Taman Mini Indonesia Indah

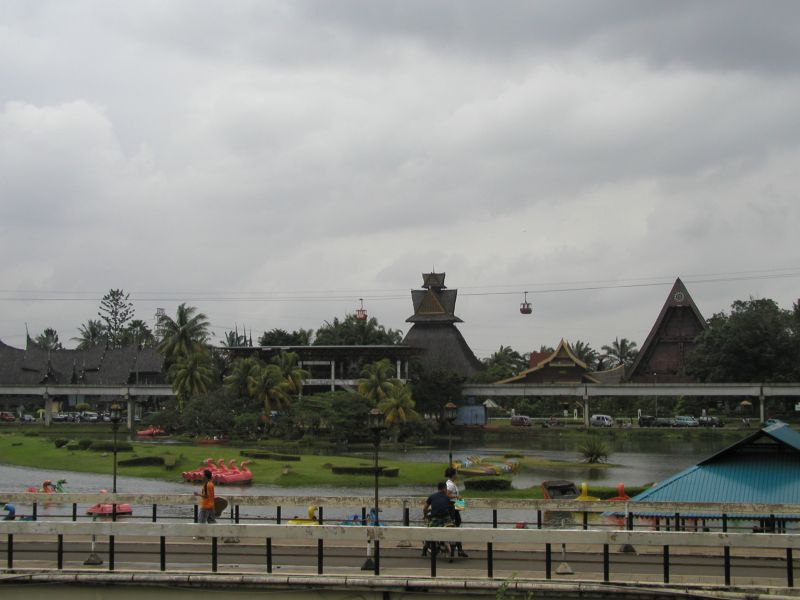
Overzicht van Taman Mini Indonesia Indah

Taman Mini Indonesia Indah (Indonesisch voor Miniatuurpark van het mooie Indonesië), meestal kortweg aangeduid met Taman Mini en ook wel met de afkorting TMII, is een park en openluchtmuseum in het oosten van Jakarta, waarin een overzicht gegeven wordt van de vele culturen in Indonesië en andere aspecten van het land.
Het park beslaat 120 hectare en bestaat onder meer uit kleinere parken en tuinen, zoals het Taman Burung (vogelpark), waarin volières staan met allerlei vogelsoorten, een insectentuin, bloementuin en orchideeëntuin, diverse musea en een aangelegd meer.
In tegenstelling tot het Nederlandse Madurodam, waarin gebouwen in het klein zijn weergegeven, zijn deze in Taman Mini meestal op ware grootte gebouwd. Zo kan men de typische woningen van de Dajaks, Batak, Javanen, enzovoorts aantreffen waar men ook in kan rondlopen. Ook religieuze gebouwen zoals een moskee, twee kerken, één katholieke en één protestantse, en tempels (Hindoeistisch en Boeddhistisch) zijn op ware grootte aanwezig, zij het ook in gebruik als zodanig.
Bepaalde zaken zijn wel op kleinere schaal weergegeven in het park. Voorbeelden hiervan zijn de Borobudur en de wat grotere eilanden van de archipel zoals Kalimantan, Java en Celebes, die in het meer als kleine eilandjes te herkennen zijn.
Omdat het park groot is, zijn er verschillende toegangspoorten. Men kan op verschillende manieren door het park heen reizen, er is een klein soort skytrain, van waaruit men hoog boven het park een goed overzicht van de verschillende onderdelen kan krijgen. Verder zijn er gewone treintjes die door het terrein rijden, en kan men ook in verschillende soorten taxi's rijden. Omdat het park op het wegennet van Java is aangesloten, kan men ook met de auto door het park reizen.
Het park is een persoonlijk initiatief van de vrouw van de toenmalige President Soeharto, waarbij de presentatie van de verschillende eilanden en culturen voorop staat. Dit met name om buitenlandse gasten te imponeren. De aanlegkosten waren voor die tijd zeer hoog, het bezoekersaantal toen zeer laag en dat leidde tot onvrede in Indonesië.